# Lac Opiscotéo
Lac Opiscotéo är en sjö i Kanada.   Den ligger i regionen Côte-Nord och provinsen Québec, i den östra delen av landet, 1 000 km nordost om huvudstaden Ottawa. Lac Opiscotéo ligger 588 meter över havet. Arean är 219 kvadratkilometer[källa behövs]. Den sträcker sig 28,5 kilometer i nord-sydlig riktning, och 30,7 kilometer i öst-västlig riktning.
Trakten runt Lac Opiscotéo är nära nog obefolkad, med mindre än två invånare per kvadratkilometer.